# 1850 na ciência

## Nascimentos
| Data        | Nome                      | Profissão    | Nacionalidade  | Observações                                                                         | Ref               |
| ----------- | ------------------------- | ------------ | -------------- | ----------------------------------------------------------------------------------- | ----------------- |
| 31 de março | Charles Doolittle Walcott | paleontólogo | Estados Unidos | m. 1927 Medalha Bigsby 1895 Medalha Wollaston 1918 Medalha Mary Clark Thompson 1921 | [ 1 ] [ 2 ] [ 3 ] |

## Mortes
| Data       | Nome                    | Profissão        | Nacionalidade   | Observações | Ref |
| ---------- | ----------------------- | ---------------- | --------------- | ----------- | --- |
| 10 de maio | Louis Joseph Gay-Lussac | físico e químico | Reino da França | n. 1778     |     |

## Prémios
Medalha Copley
- Peter Andreas Hansen[4]